# Aeródromo de Puerto Calderón
El Aeródromo de Puerto Calderón o Aeródromo Auxiliar Calderón (en 1982) (del inglés: Pebble Island Landing Strip) (IATA: ? - OACI: SFPI) es un aeródromo, conformado por dos pistas aéreas, ubicado en el asentamiento de Puerto Calderón, en la isla Borbón (Pebble Island), islas Malvinas. Recibe aviones Islander del Servicio Aéreo del Gobierno de las Islas Malvinas con destino al Aeropuerto de Puerto Argentino/Stanley.

## Guerra de las Malvinas
Sobre las pistas preexistentes en Puerto Calderón, la Armada Argentina instaló el Aeródromo Auxiliar Calderón o Estación Aeronaval Calderón, con la intención inicial de que sirviera de base para aviones Beechcraft T-34C-1 Turbo Mentor, asignándole la Compañía «H» del Batallón de Infantería de Marina N.º 3 para su defensa. Fue también utilizado por la Fuerza Aérea Argentina como aeródromo de emergencia; a partir del ataque que la Base Aérea Militar Cóndor de puerto Darwin sufrió el 1.º de mayo, se desplegaron en la isla Borbón varios FMA IA-58 Pucará originarios de esta base. El 15 de mayo de 1982 la instalación sufrió un ataque del Servicio Aéreo Especial que destruyó once aviones argentinos.